# 梅兹
梅兹（法語：Mèze，法語發音：[mɛz]），法国南部城市，奥克西塔尼大区埃罗省的一个市镇，隶属于蒙彼利埃区，其市镇面积为34.59平方公里，2022年1月1日时人口数量为12,711人，在法国城市中排名第811位。
梅兹位于埃罗省南部，托湖西北岸，是一个区域性的中心城市及旅游疗养中心，多个方向的公路在此交汇。

## 地名来源

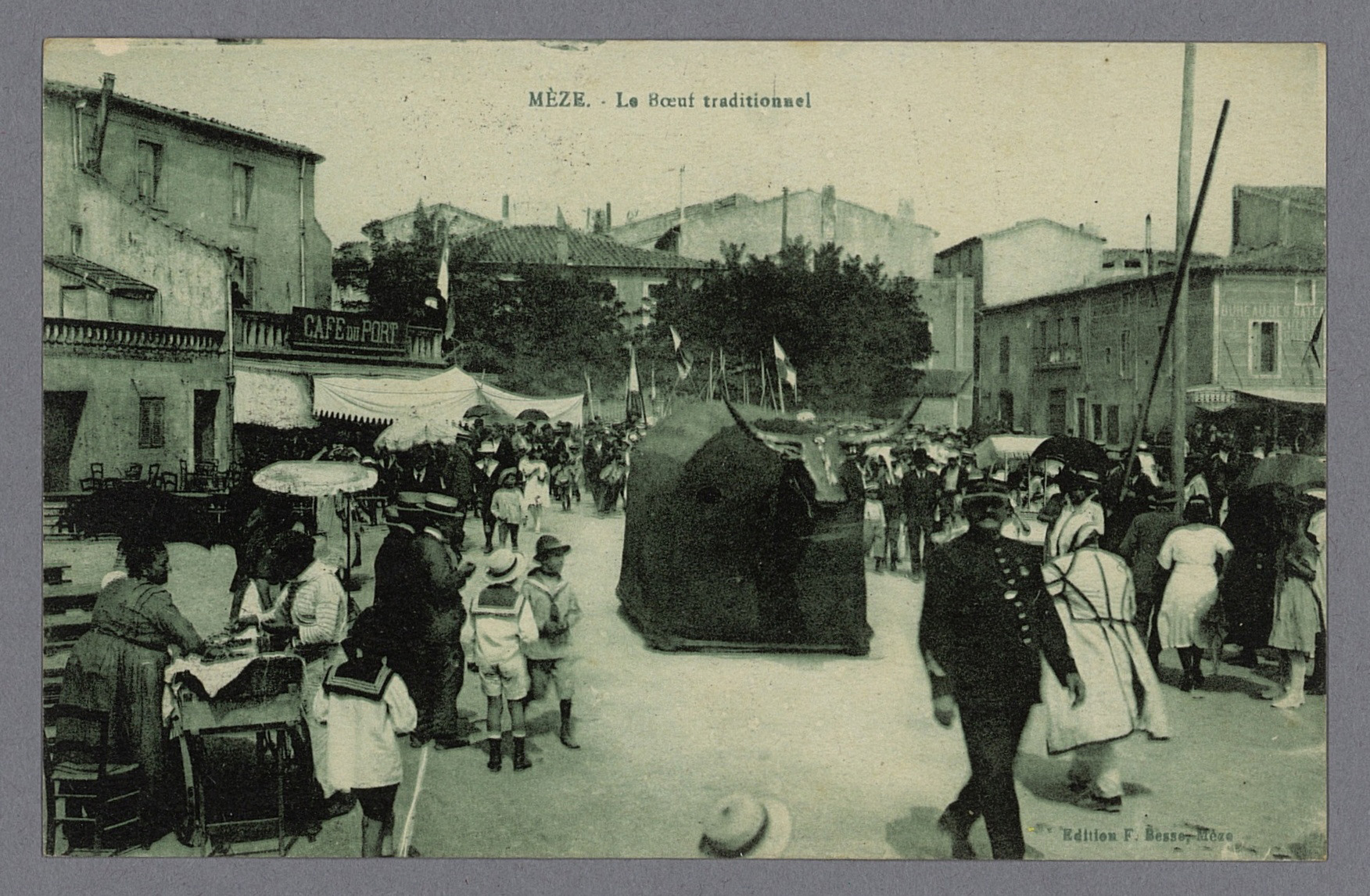
20世纪初的梅兹街头

“梅兹”最初于公元1世纪以“Mesua collis”的形式被记载，该名称前半部分可能来源于前印欧语词根“mis-”，意为“沼泽区域”或“靠近水源的”。

## 历史
梅兹历史悠久，早在古典时期就已形成聚落，罗马人入侵后，梅兹成为纳博讷高卢行省的一部分，彼时托湖尚可直通地中海，梅兹所处区域成为了沿地中海通道的必经之路。中世纪初，梅兹多次遭遇撒拉逊人的入侵。阿尔比十字军期间，梅兹被阿格德主教控制。中世纪末期，梅兹多次遭遇黑死病疫情，当地人口数量锐减。17世纪末，梅兹附近建立了大型监狱，其附近区域出现了葡萄酒种植园。法国大革命后，梅兹成为埃罗省的一个市镇。圣马丁德科（Saint-Martin-de-Crau）于1794年整体并入梅兹。工业革命期间，当地出现木桶加工厂，制桶业一度成为当地的经济支柱。二战后，梅兹逐渐发展成为一座旅游城市。

## 地理

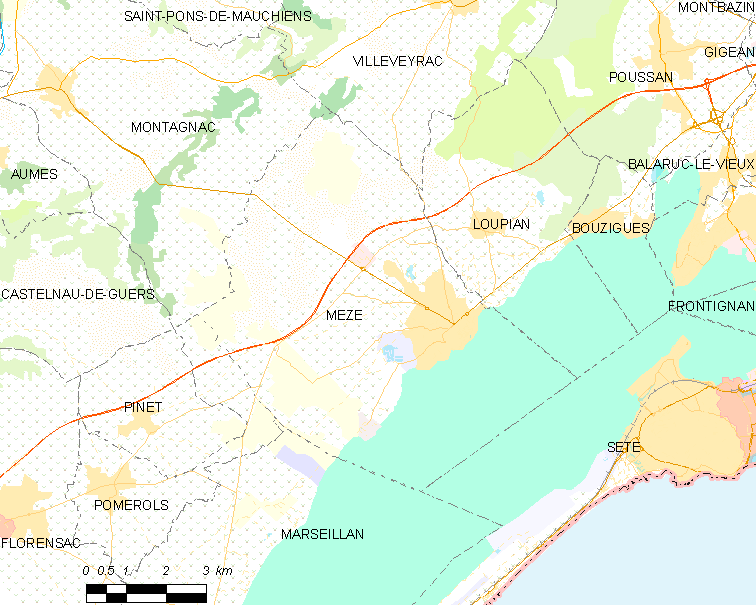
梅兹市镇范围地图

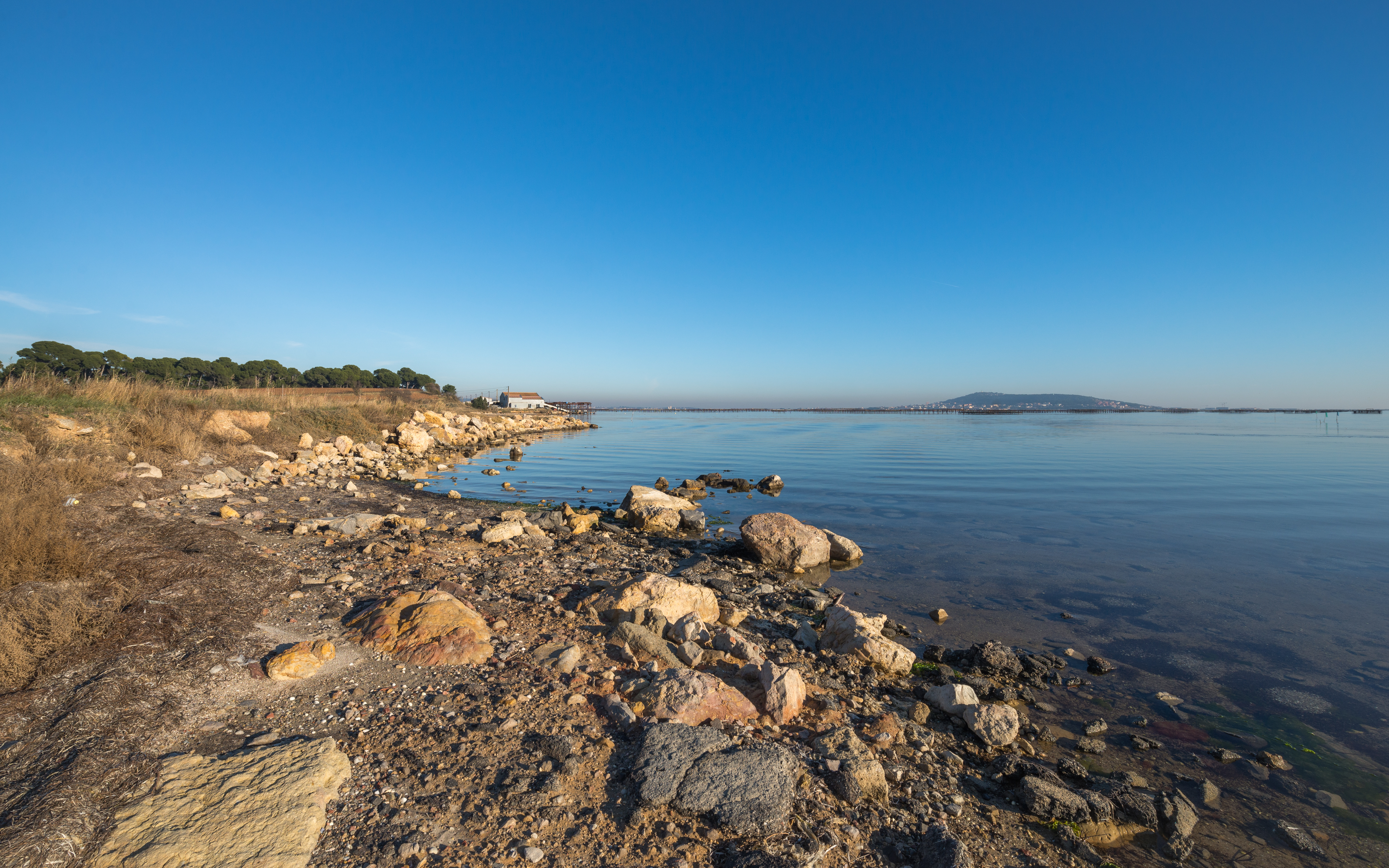
托湖湖岸

梅兹位于法国南部，奥克西塔尼大区南部和埃罗省南部，距离省会蒙彼利埃大约34公里。与梅兹接壤的市镇包括：卢皮扬、马尔塞扬、蒙塔尼亚克、波梅罗勒、塞特、维勒韦拉克。

### 地形
梅兹位于地中海沿岸平原腹地，境内以平原和浅丘为主，市镇中心地势较为平坦，西北部有少许起伏，全境海拔在0到75米之间。

### 水文
梅兹位于托湖西北侧，多条溪流在此独立注入托湖。

### 植被
梅兹属于亚热带常绿硬叶林区，林地少许零售分布于市区及市镇范围内多个区域。
在鲜花城市的评比中，梅兹被评为1星级鲜花城市。

### 气候
梅兹在柯本气候分类法中属于地中海气候，该区域降水多集中于秋季，其余时间段较为干燥。

## 行政区划
梅兹是法国奥克西塔尼大区埃罗省的一个市镇，编号为34157。梅兹下辖蒙彼利埃区，隶属于埃罗省第四选区，管理梅兹县，同时也是塞特地中海城市圈公共社区的办公驻地。
法国国家统计与经济研究所（简称）在进行数据统计时，未将梅兹划入任何城市核心区以及城市区（）内。自2020年起，梅兹城市区被包含161个市镇的蒙彼利埃城市辐射区代替。此外，还将梅兹市镇分为了3个“块区”（IRIS），以便于统计人口分布情况。

## 交通

### 公路
多条埃罗省省道在梅兹境内交汇，奥克西塔尼大区下属的城际客运提供巴士线路，可前往周边部分市镇。
2018年，68.2%的梅兹家庭拥有至少一辆私人汽车。2019年，梅兹境内共发生各类交通事故7起，造成1人遇难，9人受伤。

### 铁路
距离梅兹最近的运营中的客运铁路车站为20公里外的塞特站。该站停靠往返于蒙彼利埃和纳博讷一线的区域列车。

### 航空
距离梅兹最近的民用航空站为蒙彼利埃地中海机场，距离梅兹市中心的公路里程约40公里。

### 城市公共交通
梅兹是塞特城市圈公共交通（商业名称为）的服务范围，后者是塞特城市圈的城市公共交通系统。截至2021年12月，该系统共包括十余条公交线路，其中公交20路连接梅兹和塞特市区。

## 政治

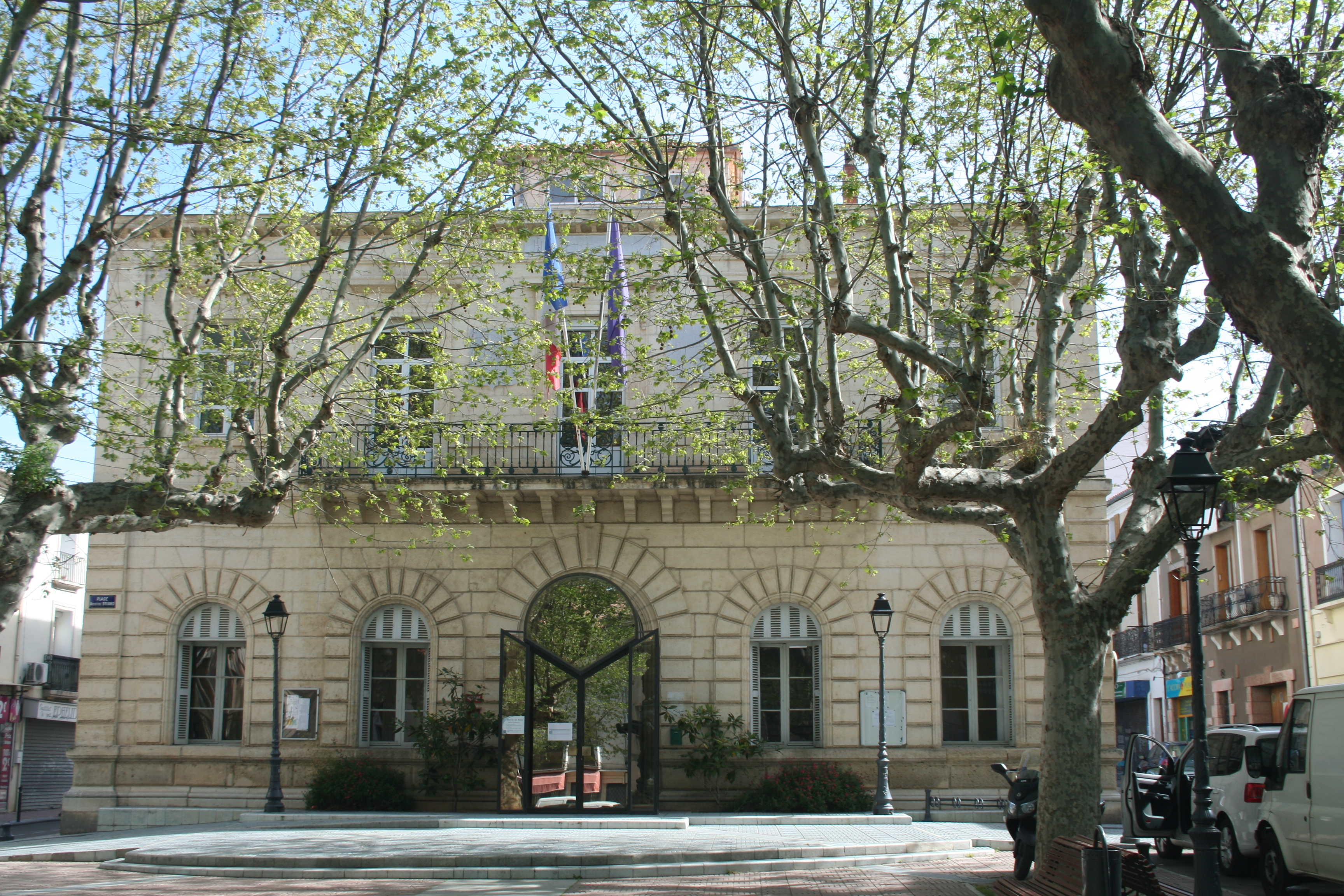
梅兹市政厅

截至2021年12月，梅兹暂无市长。其前任市长为亨利·弗里库先生（Henry Fricou），他是一名无党派人士，在2020年的市政选举中获得了48.13%的支持率，后因其财政问题而接受调查，并被临时性撤销市长职务。
在2017年的法国总统大选中，法国极右翼政党国民阵线主席玛丽娜·勒庞在梅兹获得了53.41%的支持率。

## 人口
2018年，梅兹市镇人口数量为12,012，在法国排名第811位。其中男性5,680人，女性6,332人，75岁及以上人口占10.9%，外籍人口数量为2,395人，人口密度为347人/平方公里，当地居民被称为（男性）或（女性）。2019年，梅兹境内出生84人，死亡人口143人。
| 年份   | 1936  | 1946  | 1954  | 1962  | 1968  | 1975  | 1982  | 1990  | 1999  | 2006  | 2011   | 2016   | 2018   |
| ------ | ----- | ----- | ----- | ----- | ----- | ----- | ----- | ----- | ----- | ----- | ------ | ------ | ------ |
| 人口數 | 4,743 | 4,266 | 4,403 | 4,546 | 5,005 | 5,508 | 5,742 | 6,502 | 7,630 | 9,998 | 10,964 | 11,533 | 12,012 |

## 经济
截止2021年11月，梅兹共有各类用人单位（包含自雇）2,382家，平均历史为15年，其中99.83%为中小型企业（PME）。（工业设备销售）、（工程设计）及（零售）是当地2020年营业额最高的三个企业，分别为49,972,849欧元、20,635,911欧元和13,240,617欧元。

## 财政与居民收入
2019年，梅兹的财政收入总额为14,984,600欧元，财政支出总额为13,312,200欧元，当年的债务总额为15,570,900欧元。2021年，梅兹共获得2,189,763欧元的国家财政补助，比上一年增加了5.42%。
2019年，梅兹的人均月收入总额为2,147欧元，其中高级职员为3,684欧元，低于法国平均水平（4,230欧元）；中级职员为2,288欧元，低于法国平均水平（2,411欧元）；普通职员为1,673欧元，亦低于法国平均水平（1,740欧元）。
2018年，梅兹境内的青壮年（15至64岁）失业率为18.7%，当地44.6%的家庭拥有纳税资格，平均纳税2,644欧元，低于法国平均水平（3,910欧元）。

## 社会事务

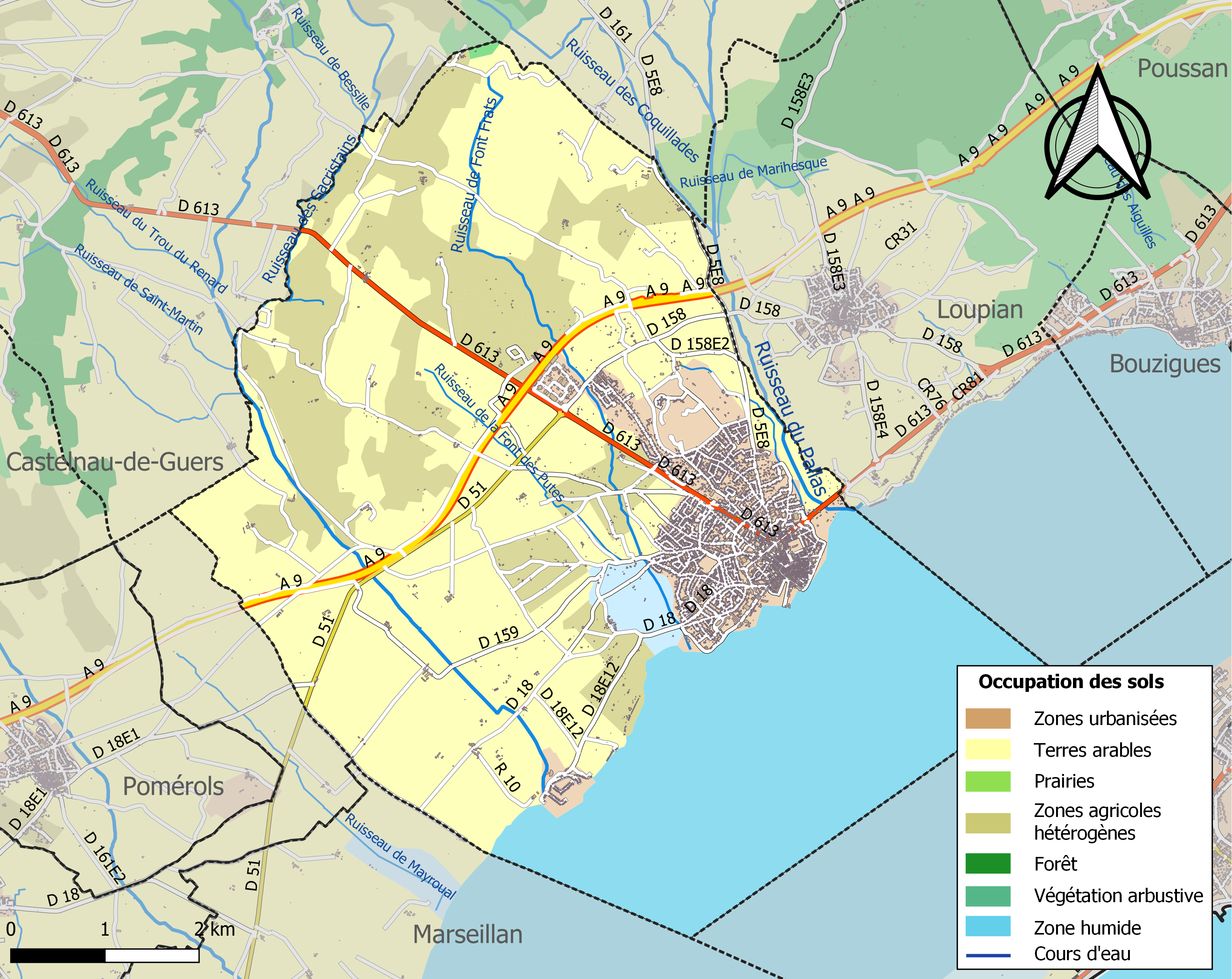
梅兹土地利用情况地图

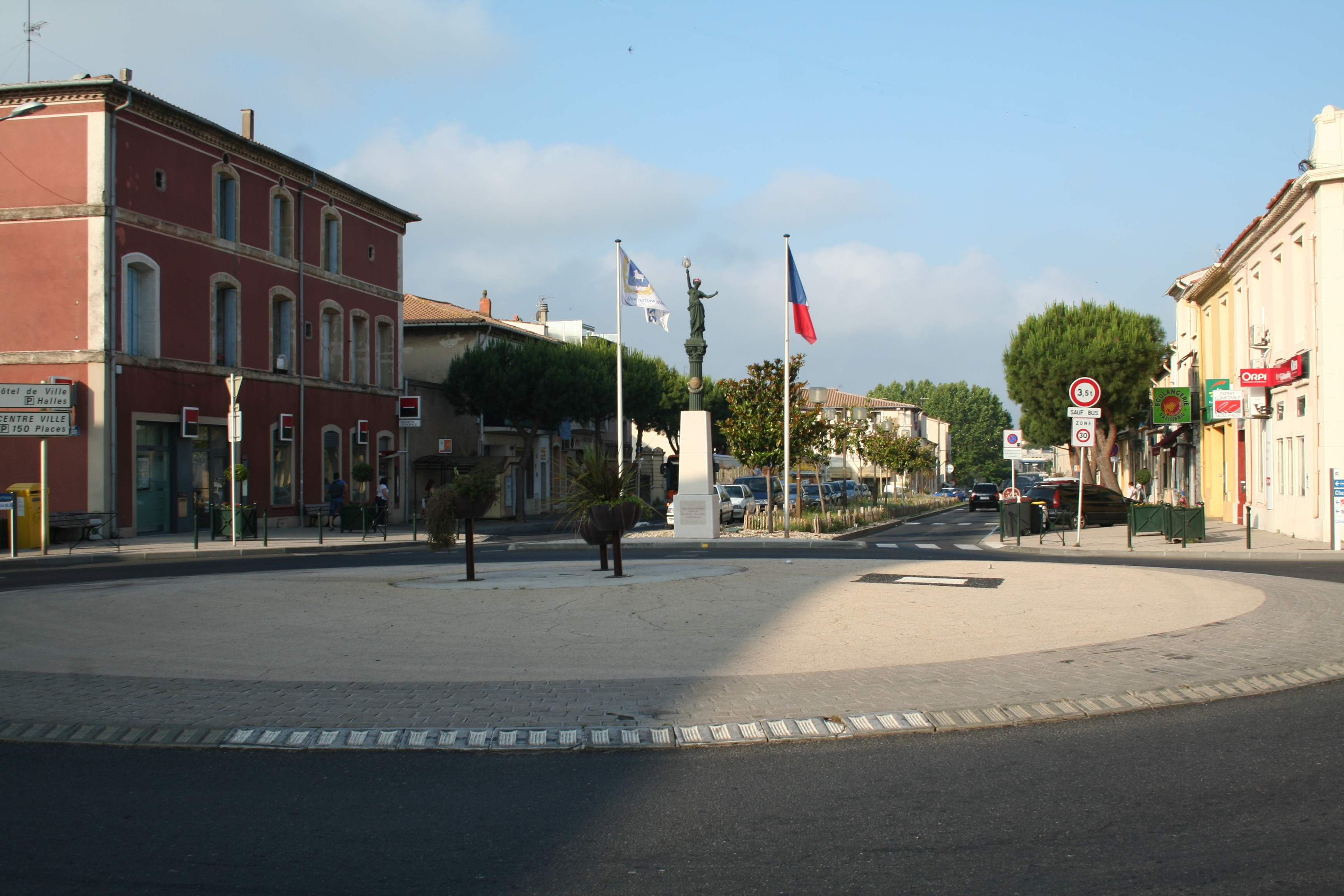
梅兹市中心的环岛

### 教育
梅兹属于蒙彼利埃学区。截止2020年1月1日，梅兹境内共有2所幼儿园、4所小学和1所初级中学。2018至2019学年度，梅兹境内共有在校中等教育阶段学生465名。

### 医疗
截止2020年1月1日，梅兹境内共有全科医生11名、保健师27名、牙医7名、护士25名、皮肤科医生1名和助产士1名。境内共有药房3家、养老院2家、残疾人帮扶中心1家。
距离梅兹最近的区域性医疗机构为22公里外的托湖中心医院（Hôpitaux du Bassin de Thau），其主病区位于塞特市区，距离梅兹市区的正常车程约25分钟，该院设有床位200个，是当地规模最大的公立综合性医院。

### 住房
2018年，梅兹境内共有各类住房6,956套，其中62.4%为独立式居民区，37.2%为集中式居民区。常住房屋占梅兹市镇范围内居民建筑总量的79.6%。
在住房保障政策方面，2020年，梅兹境内共有1,042户家庭获得了住房经济补助，受益人数占总人口数量的8.7%，其中977份为房租补助。

### 商业
2019年，梅兹境内共有各类实体商铺416家，其中餐厅75家、大型超市4家、杂货店5家、面包房8家、肉铺8家、书店4家、装饰品店4家、银行门店9家、美容美发店28家、汽车维修店25家。市中心西侧建有一家Intermarché超市。

### 体育
2020年，梅兹境内共有1间体育馆、4处网球场、2处马术场、1处足球或橄榄球场以及1处篮球或排球场。
截至2021年12月，梅兹竞技足球俱乐部（Mèze Stade Football Club）是当地唯一的注册足球队，2021至2022赛季参加奥克西塔尼大区足球联赛。

### 环境
梅兹的环境事务由其所属的公共社区负责。2019年，梅兹境内暂无污染企业。

### 治安
2019年，梅兹市镇范围内有1处宪兵队。
梅兹所在地是佩泽纳斯宪兵总队的管辖范围。2020年，该宪兵总队辖区内共51个市镇累计发生各类案件5,629起，其中盗窃类案件2,858起，经济类案件748起，毒品交易类案件429起。

## 文化
2020年，梅兹境内有1家电影院。梅兹市政府提供多媒体中心，向公众全年开放。

### 建筑
梅兹境内有多处历史建筑，其中圣伊莱尔教堂（Église Saint-Hilaire）是当地的地标性建筑物。

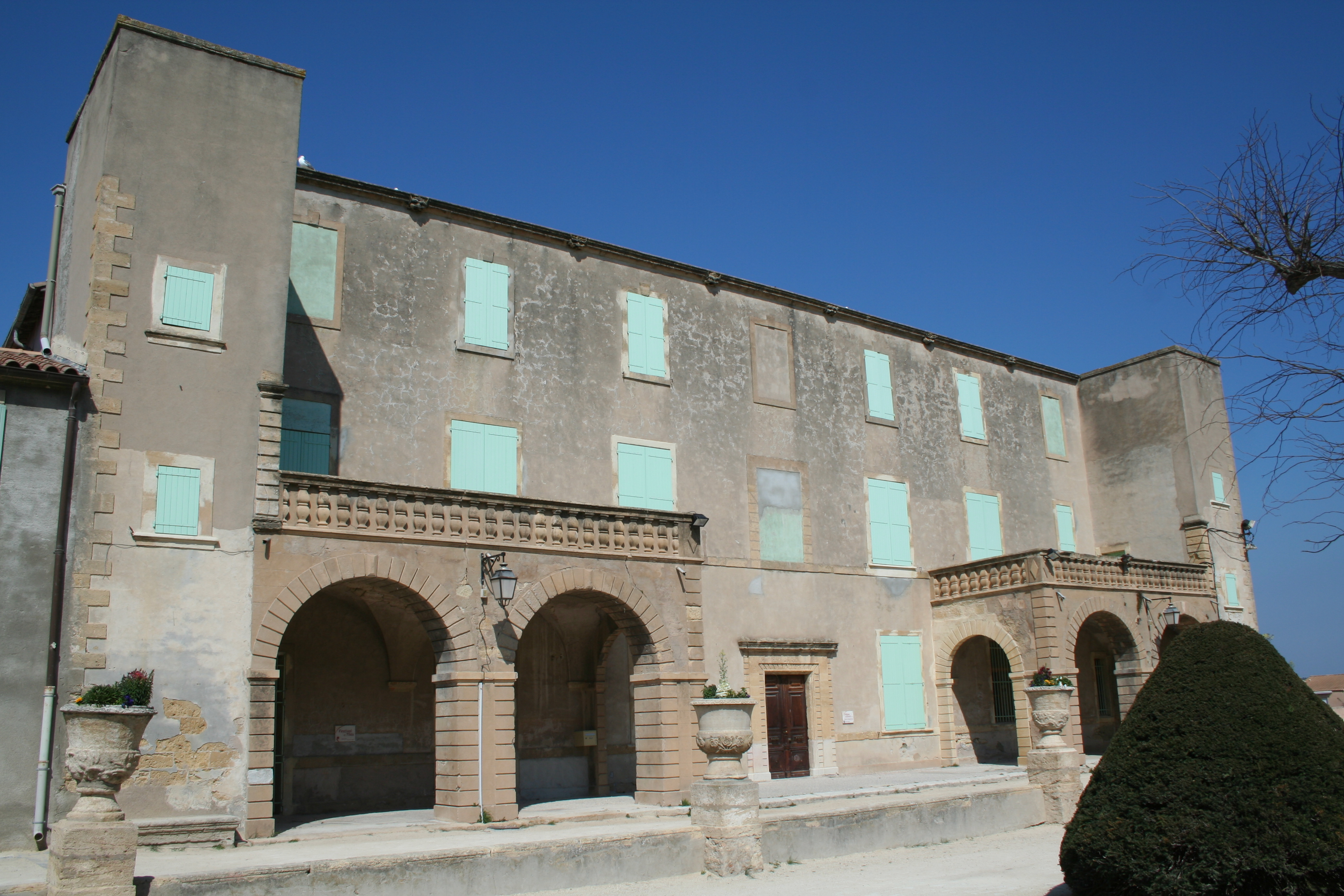
吉拉尔城堡
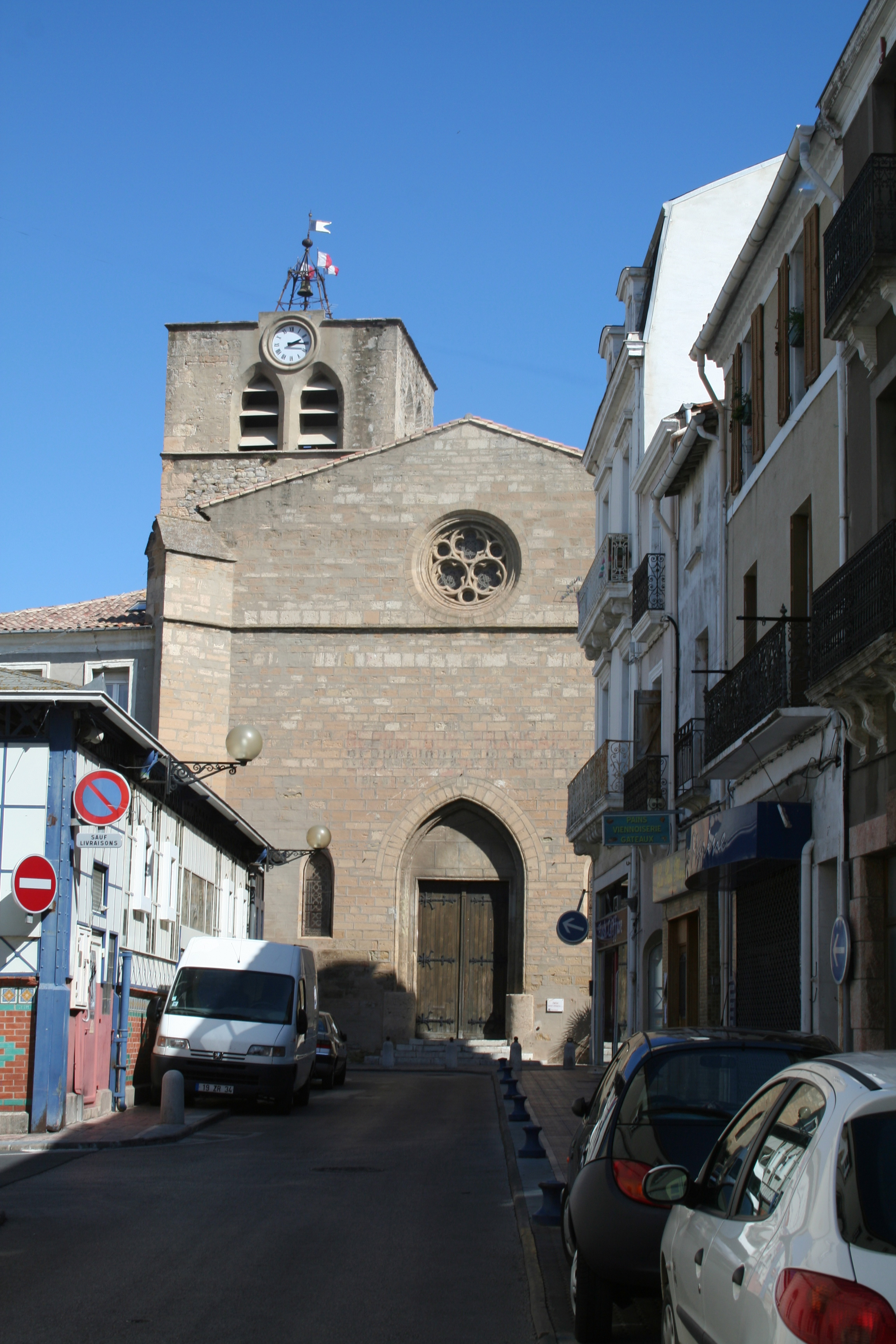
圣伊莱尔教堂
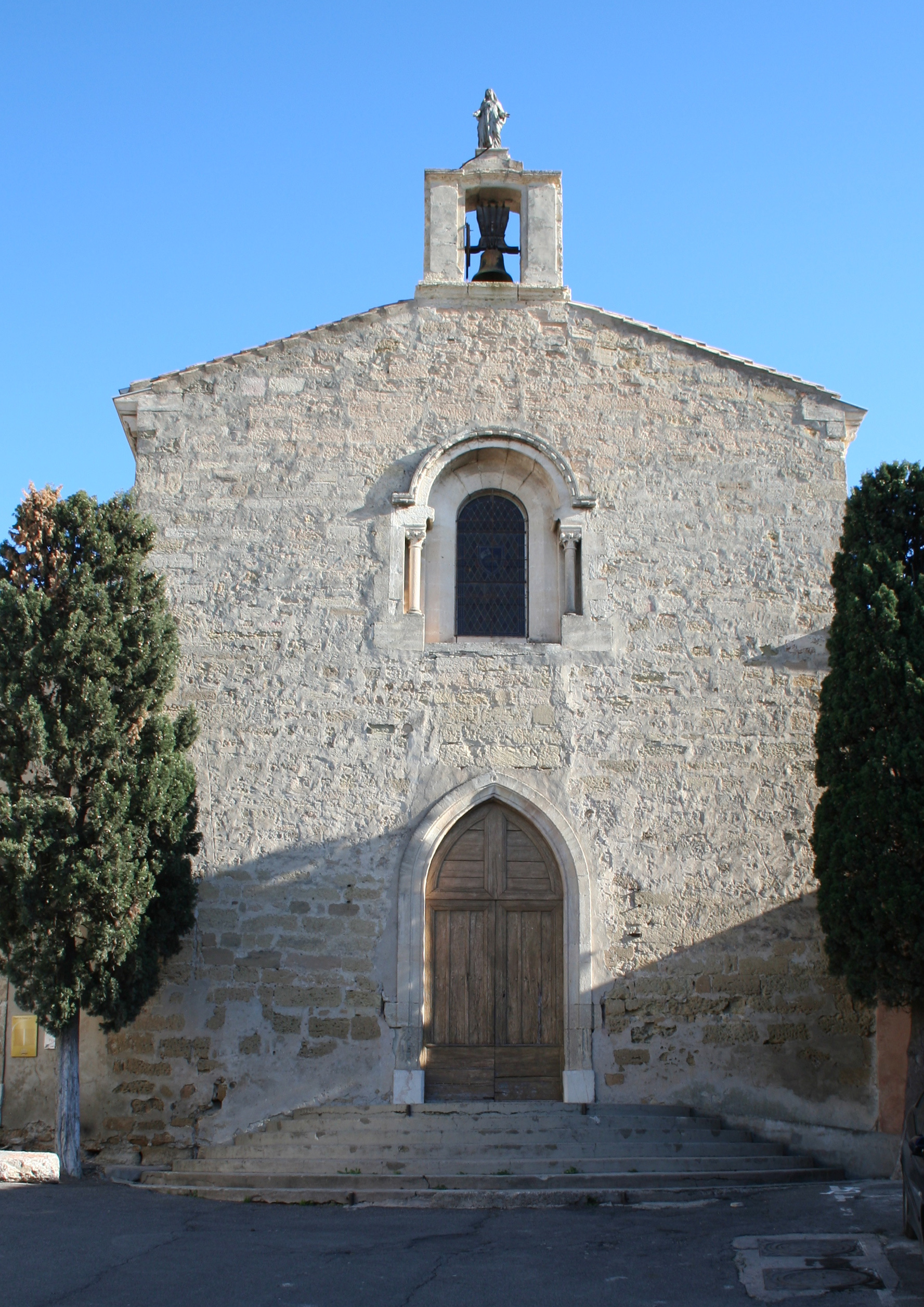
监狱小教堂
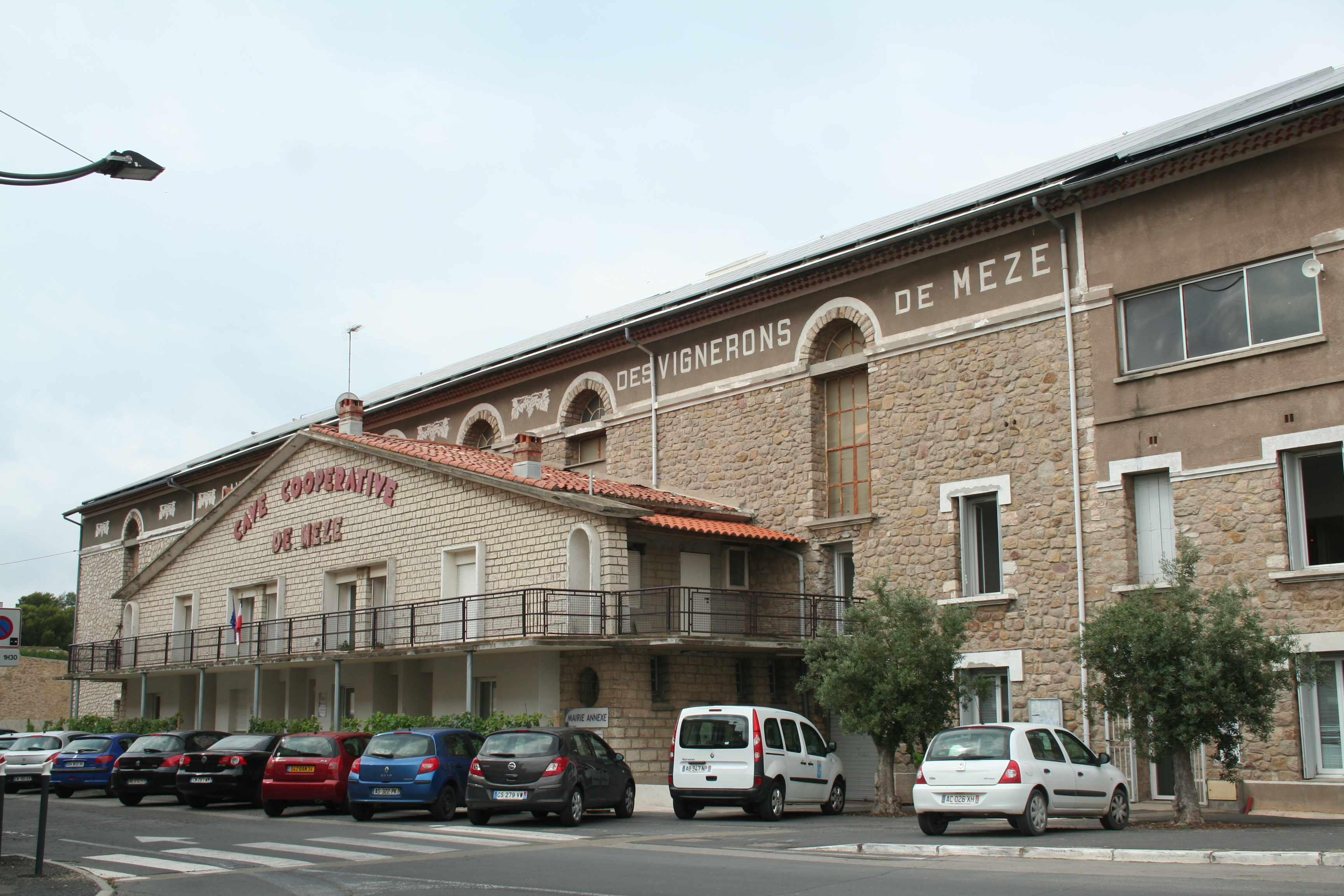
酒庄合作社旧址
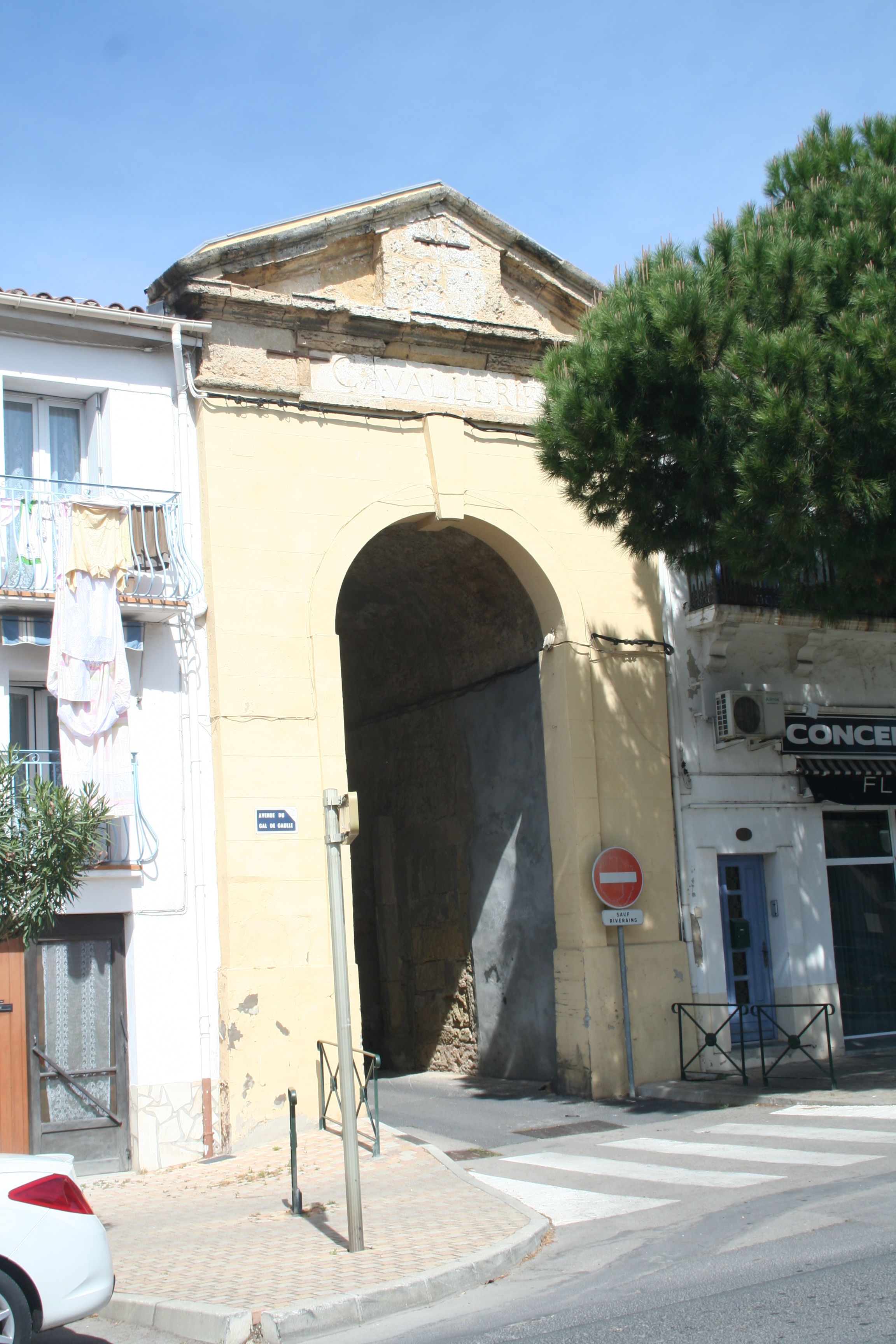
城门
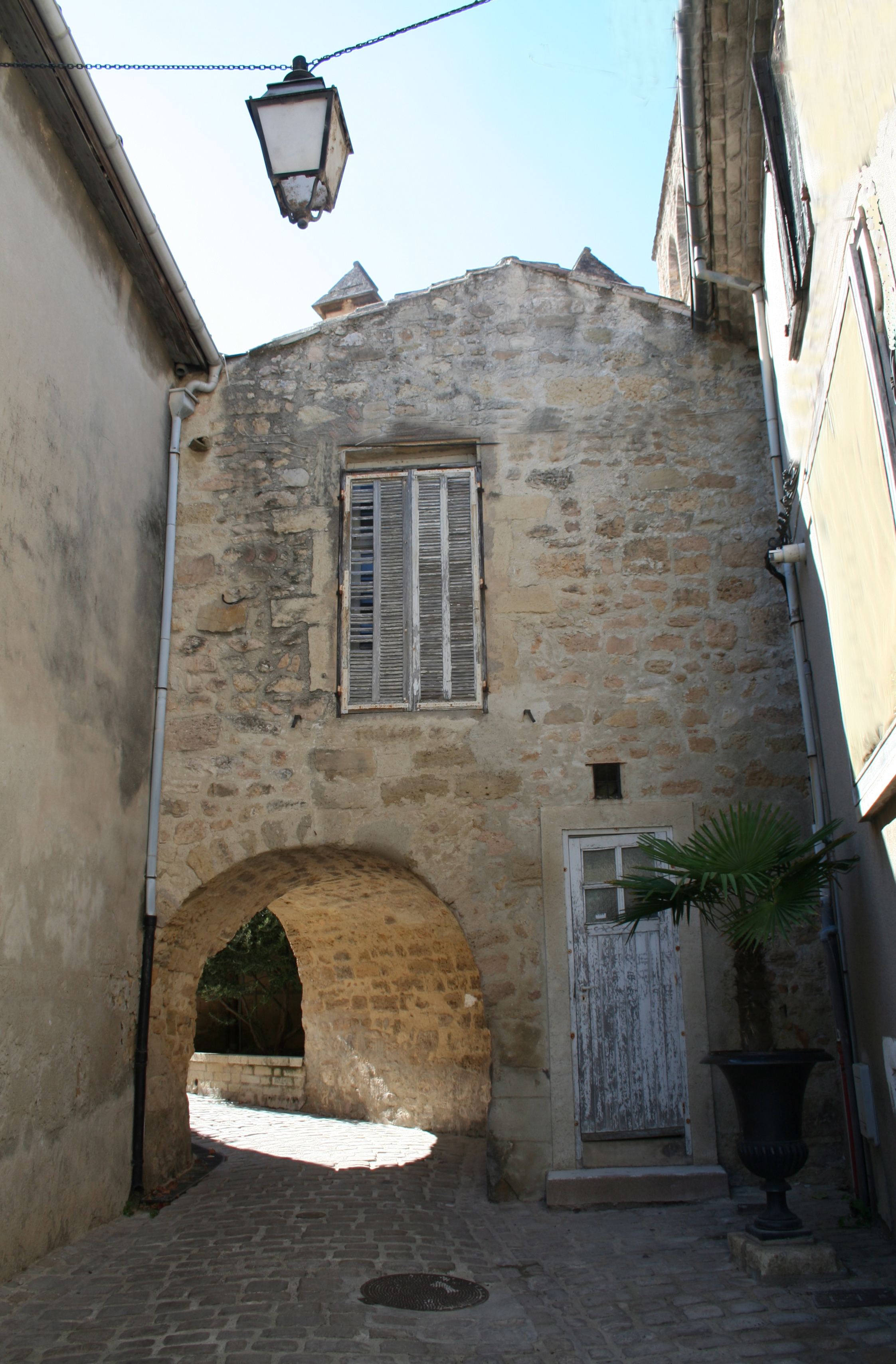
小巷
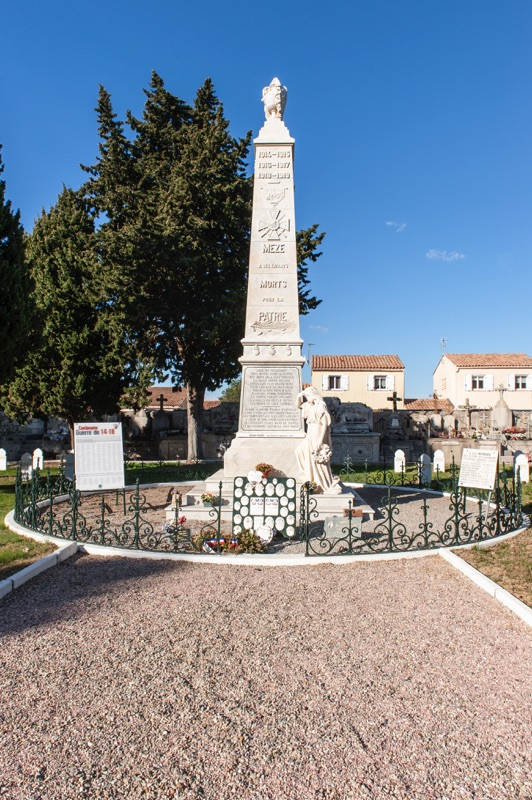
烈士纪念碑

### 旅游
梅兹的旅游事务由其所属的公共社区负责。2021年，梅兹境内共有3家酒店共计52间房间；另有1个露营地，可容纳共234辆露营车。

### 媒体
法国主要的媒体均可在梅兹接收，法国电视三台下属的奥克西塔尼大区频道在部分时段播出梅兹所属区域的地方新闻。

## 友好城市
截至2021年12月，梅兹共与一座城市互为友好城市关系：
- 法國 诺塞勒